# Bazilika Panny Marie Pomocnice křesťanů
Bazilika Panny Marie Pomocnice křesťanů ve Filipově je mohutnou novorománskou sakrální stavbou s kolejí redemptoristů postavenou v místě jediného církví oficiálně potvrzeného mariánského zázraku, který se na území Čech odehrál v 19. století. Duchovní správou patří do farnosti Jiříkov. Jedná se o jedno z nejslavnějších poutních míst v Čechách a je historicky nejmladší mariánskou svatyní v litoměřické diecézi. Stojí přímo na hranici s Německem, od kterého je oddělena zdí redemptoristické koleje. Byla postavena v letech 1873 až 1886 v místě filipovského zázraku, který se udál ve 4 hodiny ráno v noci ze 12. ledna na 13. ledna 1866, při němž se uzdravila Magdalena Kadeová. Brzy se místo, od roku 1926 bazilika minor, stalo nejnavštěvovanějším poutním místem v litoměřické diecézi, které předčilo návštěvností i bohosudovskou baziliku. Bazilika patří také k významným sakrálním památkám Českosaského Švýcarska.

## Historie

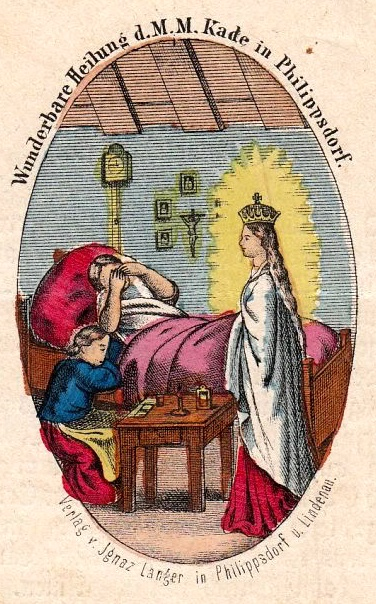
Dobové vyobrazení filipovského zázraku

Po přezkoumání případu, když byla událost oznámena litoměřickému biskupovi, dovolil biskup na místě zázraku přeměnit světničku Magdaleny Kadeové na kapli. K výstavbě této milostné kaple došlo v letech 1870 až 1873. Následně zde byl, podle plánů vídeňského architekta Franze Hutzlera v letech 1873–1886 (plány pocházely zřejmě již z roku 1870), postaven pseudorománský kostel. Kostel byl dobově vyzdoben z četných darů věřících a celá stavba byla pořízena nákladem 292 tisíc zlatých. Nové poutní místo bylo v roce 1885 svěřeno do péče redemptoristům, kteří si v blízkosti kostela postavili v letech 1914–1915 klášter (kolej). V roce 1926 byl kostel papežem Piem XI. povýšen na baziliku minor.

## Architektura

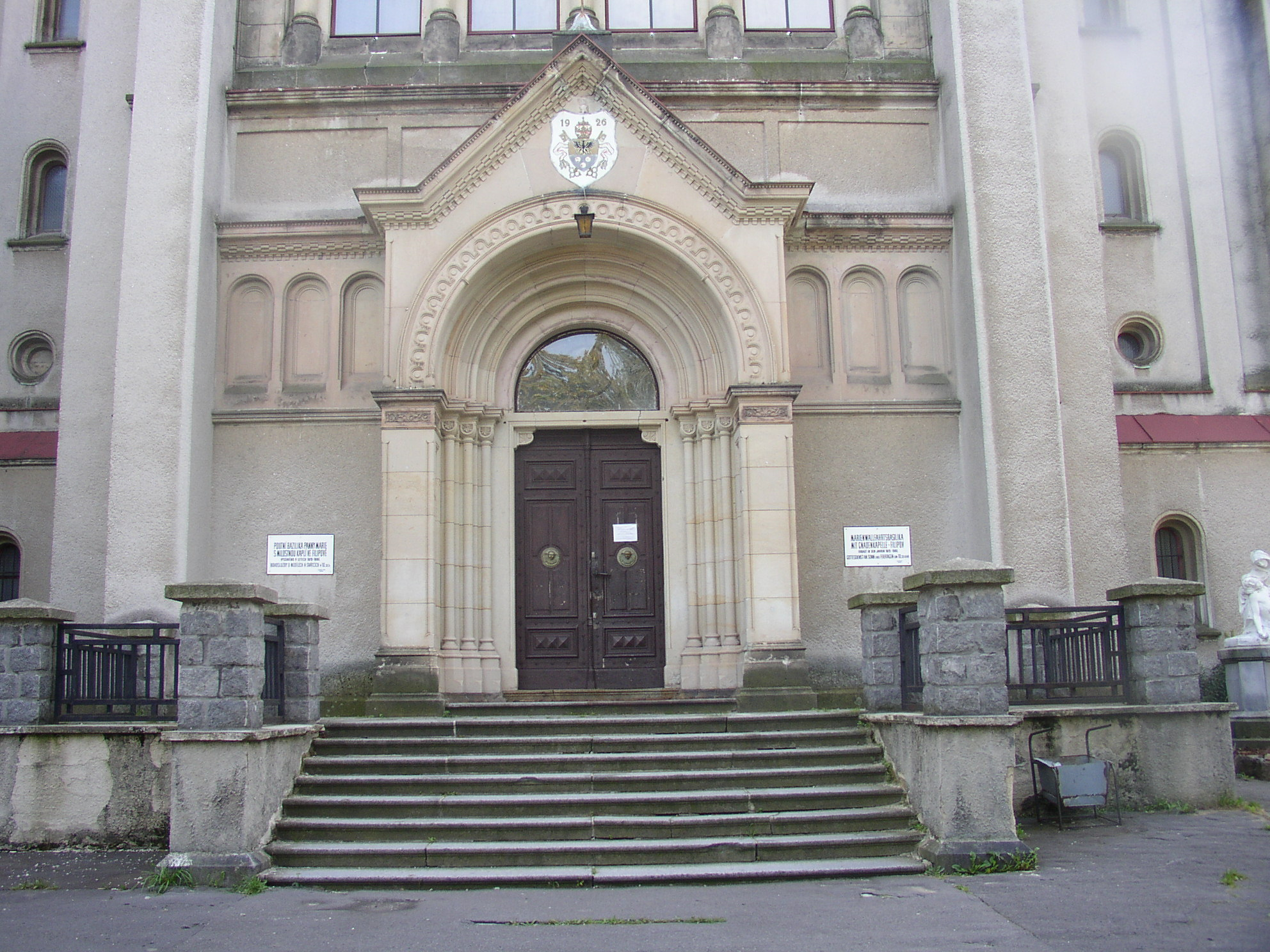
Průčelí filipovské baziliky

Monumentální bazilika je jednolodní, novorománská stavba na půdorysu latinského kříže. Má polokruhovou apsidu, sedlovou střechu a boční okna s bazilikálním osvětlení, v průčelí stojí dvě věže. Projektoval ji vídeňský architekt Franz Hutzler (1823-1882). Vnitřní zařízení je zčásti původní (vitráže, oltáře) a zčásti novodobé. V interiéru baziliky pod oltářem, v místě, kde se Panna Maria zjevila, je pod sklem vložen kus dřevěné podlahy z domu Kadeových. Na oltáři stojí 90 cm vysoká socha Panny Marie z kararského mramoru. Ve druhé sakristii je lůžko, na kterém trpěla Magdalena Kadeová. V roce 1985 pražský arcibiskup František Tomášek posvětil v křížení baziliky obětní stůl a korunoval Madonu stříbrozlatou korunkou se šesti českými granáty.